# Thornhill (Stirling)
Thornhill es una localidad situada en el concejo de Stirling, en Escocia (Reino Unido). Tiene una población estimada, a mediados de 2020, de 600 habitantes.
Está ubicada en la zona centro de Escocia, al noreste de Glasgow y al noroeste de Edimburgo.

## Personalidades destacadas

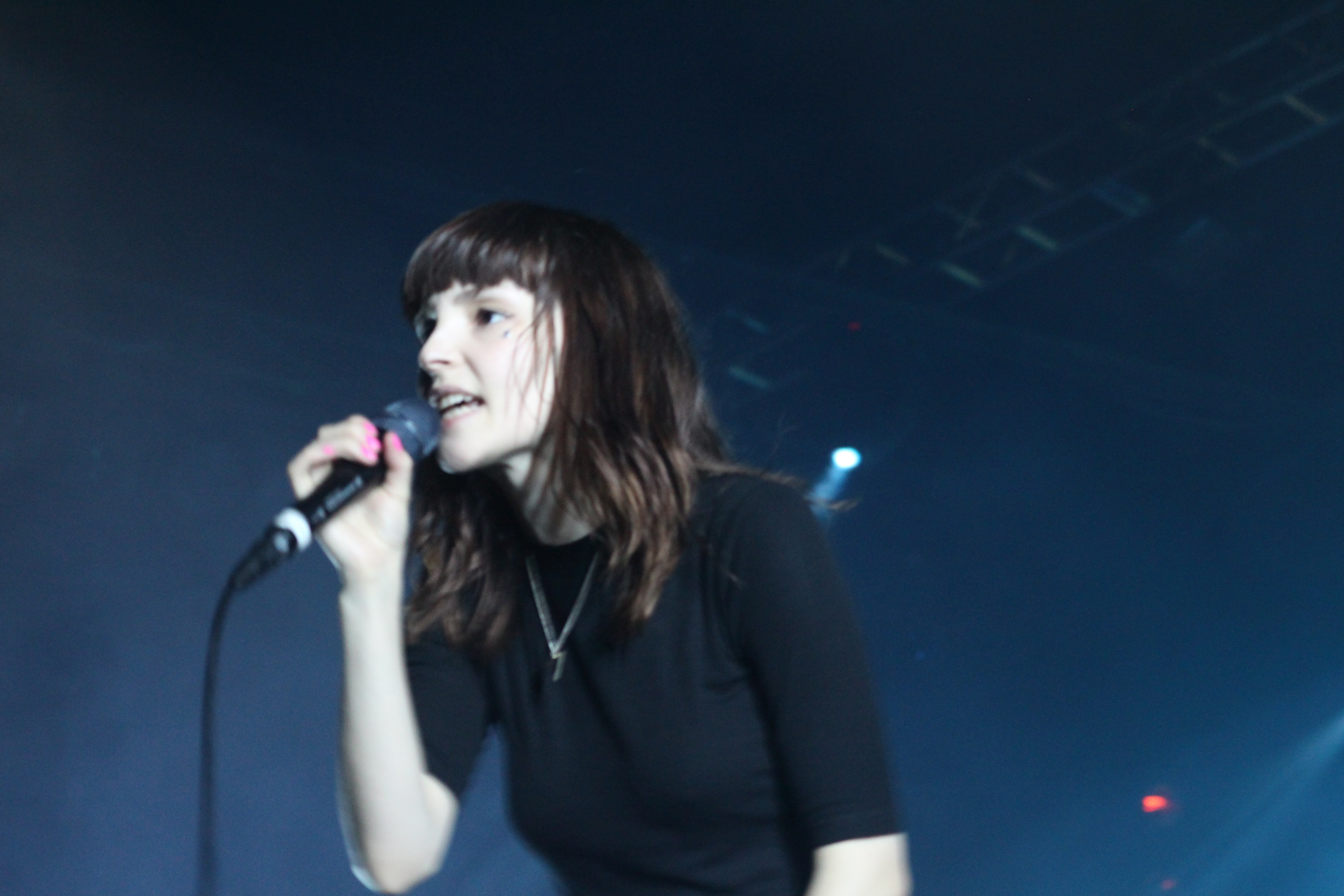
Lauren Mayberry

- Lauren Mayberry, vocalista de la banda Chvrches.